# Acronicta sagittata
Acronicta sagittata là một loài bướm đêm trong họ Noctuidae.